# Fleury-la-Montagne
Fleury-la-Montagne är en kommun i departementet Saône-et-Loire i regionen Bourgogne-Franche-Comté i östra Frankrike. Kommunen ligger i kantonen Semur-en-Brionnais som tillhör arrondissementet Charolles. År 2022 hade Fleury-la-Montagne 722 invånare.

## Befolkningsutveckling
Antalet invånare i kommunen Fleury-la-Montagne
| Referens: INSEE |